# Saison 2023-2024 des Hornets de Charlotte
La saison 2023-2024 des Hornets de Charlotte est la 34e saison de la franchise au sein de la National Basketball Association (NBA).
Le 23 mars, les Hornets sont éliminés de la course aux playoffs. 

## Draft
| Tour | Choix | Joueur         | Poste | Nationalité | Provenance                  |
| ---- | ----- | -------------- | ----- | ----------- | --------------------------- |
| 1    | 2     | Brandon Miller | SF/SG | États-Unis  | Crimson Tide de l'Alabama   |
| 1    | 27    | Nick Smith Jr. | SG    | États-Unis  | Razorbacks de l'Arkansas    |
| 2    | 34    | Colby Jones    | SG    | États-Unis  | Musketeers de Xavier        |
| 2    | 39    | Mouhamed Gueye | PF    | Sénégal     | Cougars de Washington State |
| 2    | 41    | Amari Bailey   | SG    | États-Unis  | Bruins de l'UCLA            |

## Matchs

### Summer League
| Summer League Total: 1-6 |

| Match | Date match | Équipe       | Score   | Meilleur marqueur   | Meilleur rebondeur  | Meilleur passeur      | Lieux Spectateurs | Série |
| ----- | ---------- | ------------ | ------- | ------------------- | ------------------- | --------------------- | ----------------- | ----- |
| 1     | 3 juillet  | San Antonio  | D 77-98 | Brandon Miller (18) | Trois joueurs (5)   | Miller, Smith Jr. (3) | Golden 1 Center 0 | 0 - 1 |
| 2     | 5 juillet  | Golden State | D 83-98 | Amari Bailey (17)   | James Bouknight (6) | Brandon Miller (7)    | Golden 1 Center 0 | 0 - 2 |

| Match | Date match | Équipe              | Score    | Meilleur marqueur    | Meilleur rebondeur  | Meilleur passeur        | Lieux Spectateurs      | Série |
| ----- | ---------- | ------------------- | -------- | -------------------- | ------------------- | ----------------------- | ---------------------- | ----- |
| 1     | 7 juillet  | San Antonio         | D 68-76  | Brandon Miller (16)  | Brandon Miller (11) | McGowens, Smith Jr. (3) | Thomas & Mack Center 0 | 0 - 1 |
| 2     | 9 juillet  | L.A. Lakers         | D 75-93  | Trois joueurs (11)   | Jones, Miller (8)   | Brandon Miller (4)      | Thomas & Mack Center 0 | 0 - 2 |
| 3     | 11 juillet | Portland            | D 93-97  | Nick Smith Jr. (33)  | Brandon Miller (6)  | Nick Smith Jr. (3)      | Thomas & Mack Center 0 | 0 - 3 |
| 4     | 13 juillet | La Nouvelle-Orléans | D 83-89  | James Bouknight (28) | James Nnaji (12)    | Nick Smith Jr. (4)      | Cox Pavilion 0         | 0 - 4 |
| 5     | 15 juillet | Minnesota           | V 109-92 | Amari Bailey (17)    | Trevon Scott (7)    | Robinson, Simmons (8)   | Thomas & Mack Center 0 | 1 - 4 |

### Pré-saison
| Pré-saison Total: 1-3 (Domicile : 1-1; Extérieur : 0-2) |

| Match | Date match | Équipe        | Score     | Meilleur marqueur     | Meilleur rebondeur       | Meilleur passeur  | Lieux Spectateurs       | Série |
| ----- | ---------- | ------------- | --------- | --------------------- | ------------------------ | ----------------- | ----------------------- | ----- |
| 1     | 10 octobre | @ Miami       | D 109-113 | LaMelo Ball (17)      | Nick Richards (10)       | LaMelo Ball (7)   | Kaseya Center 19 600    | 0 - 1 |
| 2     | 12 octobre | @ Washington  | D 92-98   | Terry Rozier (13)     | Nick Richards (12)       | Terry Rozier (7)  | Capital One Arena 7 297 | 0 - 2 |
| 3     | 15 octobre | Oklahoma City | V 117-115 | P. J. Washington (31) | Richards, Washington (7) | Trois joueurs (6) | Spectrum Center 10 553  | 1 - 2 |
| 4     | 19 octobre | Boston        | D 99-127  | LaMelo Ball (16)      | JT Thor (8)              | LaMelo Ball (5)   | Spectrum Center 12 590  | 1 - 3 |

### Saison régulière
| Saison régulière Total: 21-61 (Domicile : 11-30; Extérieur : 10-31) |

| Match | Date       | Équipe   | Score     | Meilleur marqueur     | Meilleur rebondeur    | Meilleur passeur | Lieux Spectateurs      | Série |
| ----- | ---------- | -------- | --------- | --------------------- | --------------------- | ---------------- | ---------------------- | ----- |
| 1     | 25 octobre | Atlanta  | V 116-110 | P. J. Washington (25) | Mark Williams (15)    | LaMelo Ball (10) | Spectrum Center 16 129 | 1 - 0 |
| 2     | 27 octobre | Détroit  | D 99-111  | Ball, Rozier (20)     | Ball, Hayward (9)     | LaMelo Ball (9)  | Spectrum Center 15 855 | 1 - 1 |
| 3     | 30 octobre | Brooklyn | D 121-133 | Terry Rozier (23)     | P. J. Washington (12) | Terry Rozier (9) | Spectrum Center 14 491 | 1 - 2 |

| Match                                                                      | Date         | Équipe        | Score          | Meilleur marqueur     | Meilleur rebondeur  | Meilleur passeur   | Lieux Spectateurs               | Série  |
| -------------------------------------------------------------------------- | ------------ | ------------- | -------------- | --------------------- | ------------------- | ------------------ | ------------------------------- | ------ |
| 4                                                                          | 1er novembre | @ Houston     | D 119-128      | P. J. Washington (23) | Nick Richards (8)   | Terry Rozier (6)   | Toyota Center 16 263            | 1 - 3  |
| 5                                                                          | 4 novembre   | @ Indiana     | V 125-124      | Mark Williams (27)    | Nick Richards (10)  | LaMelo Ball (11)   | Gainbridge Fieldhouse 15 945    | 2 - 3  |
| 6                                                                          | 5 novembre   | @ Dallas      | D 118-124      | LaMelo Ball (30)      | Ball, Williams (10) | LaMelo Ball (13)   | American Airlines Center 20 052 | 2 - 4  |
| 7                                                                          | 8 novembre   | Washington    | D 116-132      | LaMelo Ball (34)      | Trois joueurs (7)   | LaMelo Ball (7)    | Spectrum Center 14 267          | 2 - 5  |
| 8                                                                          | 10 novembre  | @ Washington* | V 124-117      | Gordon Hayward (27)   | Mark Williams (24)  | Gordon Hayward (9) | Capital One Arena 17 602        | 3 - 5  |
| 9                                                                          | 12 novembre  | @ New York    | D 107-129      | LaMelo Ball (32)      | LaMelo Ball (7)     | LaMelo Ball (6)    | Madison Square Garden 19 812    | 3 - 6  |
| 10                                                                         | 14 novembre  | Miami*        | D 105-111      | P. J. Washington (32) | Nick Richards (12)  | LaMelo Ball (11)   | Spectrum Center 15 673          | 3 - 7  |
| 11                                                                         | 17 novembre  | Milwaukee*    | D 99-130       | LaMelo Ball (37)      | Mark Williams (16)  | LaMelo Ball (5)    | Spectrum Center 19 258          | 3 - 8  |
| 12                                                                         | 18 novembre  | New York      | D 108-122      | LaMelo Ball (34)      | Mark Williams (8)   | LaMelo Ball (9)    | Spectrum Center 19 171          | 3 - 9  |
| 13                                                                         | 20 novembre  | Boston        | V 121-118 (OT) | LaMelo Ball (36)      | Mark Williams (16)  | LaMelo Ball (8)    | Spectrum Center 19 134          | 4 - 9  |
| 14                                                                         | 22 novembre  | Washington    | V 117-114      | LaMelo Ball (34)      | Mark Williams (15)  | LaMelo Ball (13)   | Spectrum Center 16 432          | 5 - 9  |
| 15                                                                         | 26 novembre  | @ Orlando     | D 117-130      | Miles Bridges (23)    | Miles Bridges (10)  | Terry Rozier (9)   | Amway Center 18 846             | 5 - 10 |
| 16                                                                         | 28 novembre  | @ New York*   | D 91-115       | Brandon Miller (18)   | Mark Williams (12)  | Gordon Hayward (6) | Madison Square Garden 19 111    | 5 - 11 |
| 17                                                                         | 30 novembre  | @ Brooklyn    | V 129-128      | Terry Rozier (37)     | Mark Williams (12)  | Terry Rozier (13)  | Barclays Center 16 072          | 6 - 11 |
| *Matchs comptant pour la phase de groupe du NBA In-Season Tournament 2023. |              |               |                |                       |                     |                    |                                 |        |

| Match | Date        | Équipe              | Score     | Meilleur marqueur   | Meilleur rebondeur    | Meilleur passeur    | Lieux Spectateurs            | Série  |
| ----- | ----------- | ------------------- | --------- | ------------------- | --------------------- | ------------------- | ---------------------------- | ------ |
| 18    | 2 décembre  | Minnesota           | D 117-123 | Terry Rozier (23)   | P. J. Washington (7)  | Terry Rozier (7)    | Spectrum Center 17 731       | 6 - 12 |
| 19    | 6 décembre  | @ Chicago           | D 100-111 | Gordon Hayward (27) | Nick Richards (11)    | Terry Rozier (7)    | United Center 17 689         | 6 - 13 |
| 20    | 8 décembre  | Toronto             | D 119-116 | Gordon Hayward (24) | Bridges, Richards (8) | Terry Rozier (13)   | Spectrum Center 11 526       | 7 - 13 |
| 21    | 11 décembre | Miami               | D 114-116 | Terry Rozier (34)   | P. J. Washington (8)  | Terry Rozier (13)   | Spectrum Center 15 543       | 7 - 14 |
| 22    | 13 décembre | @ Miami             | D 104-115 | Terry Rozier (28)   | Nick Richards (10)    | Hayward, Rozier (7) | Kaseya Center 19 600         | 7 - 15 |
| 23    | 15 décembre | La Nouvelle-Orléans | D 107-112 | Terry Rozier (30)   | Miles Bridges (10)    | Terry Rozier (6)    | Spectrum Center 16 080       | 7 - 16 |
| 24    | 16 décembre | Philadelphie        | D 82-135  | Brandon Miller (14) | Miles Bridges (10)    | Miller, Smith (4)   | Spectrum Center 17 829       | 7 - 17 |
| 25    | 18 décembre | @ Toronto           | D 99-114  | Terry Rozier (22)   | Nick Richards (10)    | Terry Rozier (7)    | Scotiabank Arena 19 288      | 7 - 18 |
| 26    | 20 décembre | @ Indiana           | D 113-144 | Terry Rozier (25)   | Terry Rozier (9)      | Terry Rozier (7)    | Gainbridge Fieldhouse 16 761 | 7 - 19 |
| 27    | 23 décembre | Denver              | D 95-102  | Miles Bridges (22)  | Nick Richards (15)    | Ish Smith (8)       | Spectrum Center 19 165       | 7 - 20 |
| 28    | 26 décembre | @ L.A. Clippers     | D 104-113 | Miles Bridges (21)  | Miles Bridges (11)    | Terry Rozier (7)    | Crypto.com Arena 19 370      | 7 - 21 |
| 29    | 28 décembre | @ L.A. Lakers       | D 112-133 | Miles Bridges (20)  | Nick Richards (10)    | Terry Rozier (8)    | Crypto.com Arena 18 997      | 7 - 22 |
| 30    | 29 décembre | @ Phoenix           | D 119-133 | Terry Rozier (42)   | Miles Bridges (7)     | Terry Rozier (8)    | Footprint Center 17 071      | 7 - 23 |

| Match | Date        | Équipe                | Score          | Meilleur marqueur     | Meilleur rebondeur     | Meilleur passeur  | Lieux Spectateurs           | Série   |
| ----- | ----------- | --------------------- | -------------- | --------------------- | ---------------------- | ----------------- | --------------------------- | ------- |
| 31    | 1er janvier | @ Denver              | D 93-111       | Miles Bridges (26)    | Miles Bridges (9)      | Cody Martin (6)   | Ball Arena 19 625           | 7 - 24  |
| 32    | 2 janvier   | @ Sacramento          | V 111-104      | Terry Rozier (34)     | Nick Richards (10)     | Terry Rozier (6)  | Golden 1 Center 17 983      | 8 - 24  |
| 33    | 5 janvier   | @ Chicago             | D 91-104       | Miles Bridges (28)    | Nick Richards (12)     | Terry Rozier (7)  | United Center 21 345        | 8 - 25  |
| 34    | 8 janvier   | Chicago               | D 112-119 (OT) | Terry Rozier (39)     | Trois joueurs (8)      | Terry Rozier (8)  | Spectrum Center 14 418      | 8 - 26  |
| 35    | 10 janvier  | Sacramento            | D 98-123       | Miles Bridges (24)    | Nick Richards (9)      | Miles Bridges (6) | Spectrum Center 14 173      | 8 - 27  |
| 36    | 12 janvier  | @ San Antonio         | D 99-135       | LaMelo Ball (28)      | Miles Bridges (9)      | Ish Smith (6)     | Frost Bank Center 18 073    | 8 - 28  |
| 37    | 14 janvier  | @ Miami               | D 87-104       | Terry Rozier (26)     | LaMelo Ball (10)       | Terry Rozier (7)  | Kaseya Center 19 831        | 8 - 29  |
| 38    | 17 janvier  | @ La Nouvelle-Orléans | D 112-132      | LaMelo Ball (29)      | Nick Richards (12)     | LaMelo Ball (7)   | Smoothie King Center 16 093 | 8 - 30  |
| 39    | 19 janvier  | San Antonio           | V 124-120      | LaMelo Ball (28)      | Brandon Miller (9)     | Ball, Rozier (8)  | Spectrum Center 19 093      | 9 - 30  |
| 40    | 20 janvier  | Philadelphie          | D 89-97        | Miles Bridges (25)    | Miles Bridges (11)     | Terry Rozier (6)  | Spectrum Center 18 261      | 9 - 31  |
| 41    | 22 janvier  | @ Minnesota           | V 128-125      | Miles Bridges (28)    | P. J. Washington (7)   | LaMelo Ball (13)  | Target Center 18 024        | 10 - 31 |
| 42    | 24 janvier  | @ Détroit             | D 106-113      | Brandon Miller (23)   | Bridges, Richards (10) | LaMelo Ball (7)   | Little Caesars Arena 15 020 | 10 - 32 |
| 43    | 26 janvier  | Houston               | D 104-138      | Miles Bridges (21)    | Bridges, Richards (7)  | LaMelo Ball (8)   | Spectrum Center 16 164      | 10 - 33 |
| 44    | 27 janvier  | Utah                  | D 122-134      | P. J. Washington (43) | Nick Richards (13)     | Ish Smith (12)    | Spectrum Center 17 633      | 10 - 34 |
| 45    | 29 janvier  | New York              | D 92-113       | Brandon Miller (29)   | Miles Bridges (10)     | Cody Martin (8)   | Spectrum Center 15 546      | 10 - 35 |
| 46    | 31 janvier  | Chicago               | D 110-117      | Miles Bridges (30)    | Miles Bridges (15)     | Cody Martin (6)   | Spectrum Center 13 712      | 10 - 36 |

| Match                  | Date       | Équipe          | Score     | Meilleur marqueur     | Meilleur rebondeur        | Meilleur passeur   | Lieux Spectateurs      | Série   |
| ---------------------- | ---------- | --------------- | --------- | --------------------- | ------------------------- | ------------------ | ---------------------- | ------- |
| 47                     | 2 février  | @ Oklahoma City | D 106-126 | Brandon Miller (28)   | Nick Richards (11)        | Trois joueurs (4)  | Paycom Center 17 552   | 10 - 37 |
| 48                     | 4 février  | Indiana         | D 99-115  | Brandon Miller (35)   | Nick Richards (10)        | Ish Smith (4)      | Spectrum Center 15 687 | 10 - 38 |
| 49                     | 5 février  | L.A. Lakers     | D 118-124 | Miles Bridges (41)    | Nick Richards (9)         | Ish Smith (6)      | Spectrum Center 19 375 | 10 - 39 |
| 50                     | 7 février  | Toronto         | D 117-123 | Miles Bridges (45)    | Miles Bridges (8)         | Cody Martin (8)    | Spectrum Center 11 720 | 10 - 40 |
| 51                     | 9 février  | @ Milwaukee     | D 84-120  | Miller, Richards (16) | Nick Richards (11)        | Cody Martin (5)    | Fiserv Forum 17 690    | 10 - 41 |
| 52                     | 10 février | Memphis         | V 115-106 | Miles Bridges (25)    | Grant Williams (8)        | Mann, Micić (9)    | Spectrum Center 17 259 | 11 - 41 |
| 53                     | 12 février | Indiana         | V 111-102 | Miles Bridges (20)    | Miles Bridges (10)        | Bridges, Mann (7)  | Spectrum Center 12 112 | 12 - 41 |
| 54                     | 14 février | Atlanta         | V 122-99  | Brandon Miller (26)   | Grant Williams (10)       | Tre Mann (6)       | Spectrum Center 14 336 | 13 - 41 |
| NBA All-Star Game 2024 |            |                 |           |                       |                           |                    |                        |         |
| 55                     | 22 février | @ Utah          | V 115-107 | Miles Bridges (26)    | Miles Bridges (14)        | Vasilije Micić (8) | Delta Center 18 206    | 14 - 41 |
| 56                     | 23 février | @ Golden State  | D 84-97   | Miles Bridges (19)    | Nick Richards (13)        | Brandon Miller (5) | Chase Center 18 064    | 14 - 42 |
| 57                     | 25 février | @ Portland      | V 93-80   | Nick Richards (21)    | Bridges, Richards (10)    | Cody Martin (10)   | Moda Center 17 888     | 15 - 42 |
| 58                     | 27 février | @ Milwaukee     | D 85-123  | Miles Bridges (17)    | Richards, G. Williams (7) | Cody Martin (7)    | Fiserv Forum 17 607    | 15 - 43 |
| 59                     | 29 février | Milwaukee       | D 99-111  | Brandon Miller (21)   | Miles Bridges (10)        | Vasilije Micić (7) | Spectrum Center 18 463 | 15 - 44 |

| Match | Date     | Équipe         | Score     | Meilleur marqueur   | Meilleur rebondeur       | Meilleur passeur    | Lieux Spectateurs                 | Série   |
| ----- | -------- | -------------- | --------- | ------------------- | ------------------------ | ------------------- | --------------------------------- | ------- |
| 60    | 1er mars | @ Philadelphie | D 114-121 | Miles Bridges (27)  | Miles Bridges (11)       | Vasilije Micić (7)  | Wells Fargo Center 19 788         | 15 - 45 |
| 61    | 3 mars   | @ Toronto      | D 106-111 | Brandon Miller (26) | Grant Williams (13)      | Vasilije Micić (6)  | Scotiabank Arena 19 512           | 15 - 46 |
| 62    | 5 mars   | Orlando        | D 89-101  | Vasilije Micić (21) | Bertāns, Mann (6)        | Mann, Micić (4)     | Spectrum Center 15 928            | 15 - 47 |
| 63    | 8 mars   | @ Washington   | D 100-112 | Miles Bridges (32)  | Nick Richards (13)       | Grant Williams (5)  | Capital One Arena 18 778          | 15 - 48 |
| 64    | 9 mars   | Brooklyn       | V 110-99  | Miles Bridges (24)  | Nick Richards (11)       | Vasilije Micić (10) | Spectrum Center 19 090            | 16 - 48 |
| 65    | 11 mars  | @ Détroit      | D 97-114  | Miles Bridges (24)  | Nick Richards (13)       | Micić, Miller (7)   | Little Caesars Arena 18 003       | 16 - 49 |
| 66    | 13 mars  | @ Memphis      | V 110-98  | Miles Bridges (27)  | Bridges, G. Williams (6) | Vasilije Micić (8)  | FedExForum 16 717                 | 17 - 49 |
| 67    | 15 mars  | Phoenix        | D 96-107  | Vasilije Micić (21) | Nick Richards (15)       | Tre Mann (7)        | Spectrum Center 18 613            | 17 - 50 |
| 68    | 16 mars  | @ Philadelphie | D 98-109  | Tre Mann (21)       | Nick Richards (11)       | Bridges, Mann (6)   | Wells Fargo Center 19 957         | 17 - 51 |
| 69    | 19 mars  | @ Orlando      | D 92-112  | Brandon Miller (21) | Brandon Miller (7)       | Bridges, Mann (5)   | Kia Center 18 846                 | 17 - 52 |
| 70    | 23 mars  | @ Atlanta      | D 91-132  | Miles Bridges (27)  | Nick Richards (16)       | Tre Mann (9)        | State Farm Arena 17 900           | 17 - 53 |
| 71    | 25 mars  | @ Cleveland    | D 92-115  | Brandon Miller (24) | Brandon Miller (8)       | Tre Mann (5)        | Rocket Mortgage FieldHouse 19 432 | 17 - 54 |
| 72    | 27 mars  | Cleveland      | V 118-111 | Brandon Miller (31) | Nick Richards (10)       | Vasilije Micić (12) | Spectrum Center 15 303            | 18 - 54 |
| 73    | 29 mars  | Golden State   | D 97-115  | Miles Bridges (22)  | Miles Bridges (9)        | Vasilije Micić (8)  | Spectrum Center 19 487            | 18 - 55 |
| 74    | 31 mars  | L.A. Clippers  | D 118-130 | Miles Bridges (33)  | Miles Bridges (7)        | Vasilije Micić (13) | Spectrum Center 15 941            | 18 - 56 |

| Match | Date      | Équipe        | Score     | Meilleur marqueur   | Meilleur rebondeur          | Meilleur passeur    | Lieux Spectateurs                 | Série   |
| ----- | --------- | ------------- | --------- | ------------------- | --------------------------- | ------------------- | --------------------------------- | ------- |
| 75    | 1er avril | Boston        | D 104-118 | Miles Bridges (26)  | Miles Bridges (11)          | Vasilije Micić (9)  | Spectrum Center 19 238            | 18 - 57 |
| 76    | 3 avril   | Portland      | D 86-89   | Brandon Miller (21) | Marques Bolden (8)          | Grant Williams (11) | Spectrum Center 14 209            | 18 - 58 |
| 77    | 5 avril   | Orlando       | V 124-115 | Brandon Miller (32) | Trois joueurs (6)           | Vasilije Micić (9)  | Spectrum Center 16 374            | 19 - 58 |
| 78    | 7 avril   | Oklahoma City | D 118-121 | Grant Williams (19) | Bridges, Pokuševski (9)     | Vasilije Micić (10) | Spectrum Center 16 556            | 19 - 59 |
| 79    | 9 avril   | Dallas        | D 104-130 | Miles Bridges (22)  | Nick Richards (7)           | Tre Mann (6)        | Spectrum Center 17 425            | 19 - 60 |
| 80    | 10 avril  | @ Atlanta     | V 115-114 | Brandon Miller (27) | Pokuševski, G. Williams (6) | Tre Mann (7)        | State Farm Arena 16 158           | 20 - 60 |
| 81    | 12 avril  | @ Boston      | D 98-131  | Tre Mann (19)       | Bolden, Pokuševski (5)      | Tre Mann (8)        | TD Garden 19 156                  | 20 - 61 |
| 82    | 14 avril  | @ Cleveland   | V 120-110 | Nick Smith Jr. (24) | JT Thor (9)                 | Tre Mann (6)        | Rocket Mortgage FieldHouse 19 432 | 21 - 61 |

### Confrontations en saison régulière
| Conférence Est      | Conférence Est                              | Conférence Est                              | Conférence Est                              | Conférence Est                              | Conférence Ouest                            | Conférence Ouest                            | Conférence Ouest                            |
| Division Atlantique | Division Atlantique                         | Division Atlantique                         | Division Atlantique                         | Division Atlantique                         | Division Nord-Ouest                         | Division Nord-Ouest                         | Division Nord-Ouest                         |
| Équipe              | Domicile                                    | Domicile                                    | Extérieur                                   | Extérieur                                   | Équipe                                      | Domicile                                    | Extérieur                                   |
| ------------------- | ------------------------------------------- | ------------------------------------------- | ------------------------------------------- | ------------------------------------------- | ------------------------------------------- | ------------------------------------------- | ------------------------------------------- |
| Boston              | 121-118 (OT)                                | 104-118                                     | 98-131                                      |                                             | Denver                                      | 95-102                                      | 93-111                                      |
| Brooklyn            | 121-133                                     | 110-99                                      | 129-128                                     |                                             | Minnesota                                   | 117-123                                     | 128-125                                     |
| New York            | 108-122                                     | 92-113                                      | 107-129                                     | 91-115                                      | Oklahoma City                               | 118-121                                     | 106-126                                     |
| Philadelphie        | 82-135                                      | 89-97                                       | 114-121                                     | 98-109                                      | Portland                                    | 86-89                                       | 93-80                                       |
| Toronto             | 119-116                                     | 117-123                                     | 99-114                                      | 106-111                                     | Utah                                        | 122-134                                     | 115-107                                     |
| Division            | 4–14 (Domicile : 3-7; Extérieur : 1-7)      | 4–14 (Domicile : 3-7; Extérieur : 1-7)      | 4–14 (Domicile : 3-7; Extérieur : 1-7)      | 4–14 (Domicile : 3-7; Extérieur : 1-7)      | Division                                    | 3-7 (Domicile : 0-5; Extérieur : 3-2)       | 3-7 (Domicile : 0-5; Extérieur : 3-2)       |
| Division Centrale   | Division Centrale                           | Division Centrale                           | Division Centrale                           | Division Centrale                           | Division Pacifique                          | Division Pacifique                          | Division Pacifique                          |
| Équipe              | Domicile                                    | Domicile                                    | Extérieur                                   | Extérieur                                   | Équipe                                      | Domicile                                    | Extérieur                                   |
| Chicago             | 112-119 (OT)                                | 110-117                                     | 100-111                                     | 91-104                                      | Golden State                                | 97-115                                      | 84-97                                       |
| Cleveland           | 118-111                                     |                                             | 92-115                                      | 120-110                                     | L.A. Clippers                               | 118-130                                     | 104-113                                     |
| Détroit             | 99-111                                      |                                             | 106-113                                     | 97-114                                      | L.A. Lakers                                 | 118-124                                     | 112-133                                     |
| Indiana             | 99-115                                      | 111-102                                     | 125-124                                     | 113-144                                     | Phoenix                                     | 96-107                                      | 119-133                                     |
| Milwaukee           | 99-130                                      | 99-111                                      | 84-120                                      | 85-123                                      | Sacramento                                  | 98-123                                      | 111-104                                     |
| Division            | 4–14 (Domicile : 2-6; Extérieur : 2-8)      | 4–14 (Domicile : 2-6; Extérieur : 2-8)      | 4–14 (Domicile : 2-6; Extérieur : 2-8)      | 4–14 (Domicile : 2-6; Extérieur : 2-8)      | Division                                    | 1–9 (Domicile : 0-5; Extérieur : 1-4)       | 1–9 (Domicile : 0-5; Extérieur : 1-4)       |
| Division Sud-Est    | Division Sud-Est                            | Division Sud-Est                            | Division Sud-Est                            | Division Sud-Est                            | Division Sud-Ouest                          | Division Sud-Ouest                          | Division Sud-Ouest                          |
| Équipe              | Domicile                                    | Domicile                                    | Extérieur                                   | Extérieur                                   | Équipe                                      | Domicile                                    | Extérieur                                   |
| Atlanta             | 116-110                                     | 122-99                                      | 91-132                                      | 115-114                                     | Dallas                                      | 104-130                                     | 118-124                                     |
|                     |                                             |                                             |                                             |                                             | Houston                                     | 104-138                                     | 119-128                                     |
| Miami               | 105-111                                     | 114-116                                     | 104-115                                     | 87-104                                      | Memphis                                     | 115-106                                     | 110-98                                      |
| Orlando             | 89-101                                      | 124-115                                     | 117-130                                     | 92-112                                      | New Orleans                                 | 107-112                                     | 112-132                                     |
| Washington          | 116-132                                     | 117-114                                     | 124-117                                     | 100-112                                     | San Antonio                                 | 124-120                                     | 99-135                                      |
| Division            | 6–10 (Domicile : 4-4; Extérieur : 2-6)      | 6–10 (Domicile : 4-4; Extérieur : 2-6)      | 6–10 (Domicile : 4-4; Extérieur : 2-6)      | 6–10 (Domicile : 4-4; Extérieur : 2-6)      | Division                                    | 3–7 (Domicile : 2-3; Extérieur : 1-4)       | 3–7 (Domicile : 2-3; Extérieur : 1-4)       |
| Conférence          | 14–38 (Domicile : 9–17; Extérieur : 5–21)   | 14–38 (Domicile : 9–17; Extérieur : 5–21)   | 14–38 (Domicile : 9–17; Extérieur : 5–21)   | 14–38 (Domicile : 9–17; Extérieur : 5–21)   | Conférence                                  | 7–23 (Domicile : 2–13; Extérieur : 5–10)    | 7–23 (Domicile : 2–13; Extérieur : 5–10)    |
| Total               | 21–61 (Domicile : 11–30; Extérieur : 10–31) | 21–61 (Domicile : 11–30; Extérieur : 10–31) | 21–61 (Domicile : 11–30; Extérieur : 10–31) | 21–61 (Domicile : 11–30; Extérieur : 10–31) | 21–61 (Domicile : 11–30; Extérieur : 10–31) | 21–61 (Domicile : 11–30; Extérieur : 10–31) | 21–61 (Domicile : 11–30; Extérieur : 10–31) |

## Classements

### Saison régulière
| Conférence Est | Conférence Est             | Conférence Est | Conférence Est | Conférence Est | Conférence Est | Conférence Est | Conférence Est |
| No             | Franchise                  | Vic.           | Déf.           | MJ             | V/D            | GB             |                |
| -------------- | -------------------------- | -------------- | -------------- | -------------- | -------------- | -------------- | -------------- |
| 1              | z - Celtics de Boston      | 64             | 18             | 82             | .780           | –              |                |
| 2              | x - Knicks de New York     | 50             | 32             | 82             | .610           | 14             |                |
| 3              | y - Bucks de Milwaukee     | 49             | 33             | 82             | .598           | 15             |                |
| 4              | x - Cavaliers de Cleveland | 48             | 34             | 82             | .585           | 16             |                |
| 5              | y - Magic d'Orlando        | 47             | 35             | 82             | .573           | 17             |                |
| 6              | x - Pacers de l'Indiana    | 47             | 35             | 82             | .573           | 17             |                |
|                |                            |                |                |                |                |                |                |
| 7              | x - 76ers de Philadelphie  | 47             | 35             | 82             | .573           | 17             |                |
| 8              | x - Heat de Miami          | 46             | 36             | 82             | .561           | 18             |                |
| 9              | pi - Bulls de Chicago      | 39             | 43             | 82             | .476           | 25             |                |
| 10             | pi - Hawks d'Atlanta       | 36             | 46             | 82             | .439           | 28             |                |
|                |                            |                |                |                |                |                |                |
| 11             | o - Nets de Brooklyn       | 32             | 50             | 82             | .390           | 32             |                |
| 12             | o - Raptors de Toronto     | 25             | 57             | 82             | .305           | 39             |                |
| 13             | o - Hornets de Charlotte   | 21             | 61             | 82             | .256           | 43             |                |
| 14             | o - Wizards de Washington  | 15             | 67             | 82             | .183           | 49             |                |
| 15             | o - Pistons de Détroit     | 14             | 68             | 82             | .171           | 50             |                |

| Division Sud-Est          | V  | D  | MJ | V/D  | GB | Dom   | Ext   | Div  |
| ------------------------- | -- | -- | -- | ---- | -- | ----- | ----- | ---- |
| y - Magic d'Orlando       | 47 | 35 | 82 | .573 | –  | 29-12 | 18-23 | 9-7  |
| x - Heat de Miami         | 46 | 36 | 82 | .561 | 1  | 22-19 | 24-17 | 13-3 |
| pi - Hawks d'Atlanta      | 36 | 46 | 82 | .439 | 11 | 21-20 | 15-26 | 8-8  |
| o - Hornets de Charlotte  | 21 | 61 | 82 | .256 | 26 | 11-30 | 10-31 | 6-10 |
| o - Wizards de Washington | 15 | 67 | 82 | .183 | 32 | 7-34  | 8-33  | 4-12 |

### NBA In-Season Tournament
| Rang | Équipe                | Pts | J | G | P | Pp  | Pc  | Diff |
| ---- | --------------------- | --- | - | - | - | --- | --- | ---- |
| 1    | Bucks de Milwaukee    | 8   | 4 | 4 | 0 | 502 | 456 | 46   |
| 2    | Knicks de New York    | 7   | 4 | 3 | 1 | 440 | 398 | 42   |
| 3    | Heat de Miami         | 6   | 4 | 2 | 2 | 453 | 450 | 3    |
| 4    | Hornets de Charlotte  | 5   | 4 | 1 | 3 | 419 | 473 | -54  |
| 5    | Wizards de Washington | 4   | 4 | 0 | 4 | 458 | 496 | -38  |